# 田代奈々
田代 奈々（たしろ なな、1974年7月7日 - ）は、福岡県及び佐賀県を中心に北部九州で活動するラジオパーソナリティ。血液型は（RH−）B型。

## 略歴
佐賀県神埼郡神埼町（現神埼市）出身。ただ、中学校の途中までは佐賀市城西団地に住んでいて、神埼町へ引越したのは中学生以降である。中学生時代のクラブ活動は吹奏楽部である。現在、福岡市中央区在住。
佐賀県立神埼高等学校を経て北九州市内の短期大学を卒業後、1995年、NBCラジオ佐賀のラジオカーレポーター「スキッピー」採用試験に合格。
任期満了後はエフエム佐賀を中心に、熊本シティエフエムなど他局にも進出。現在はFM福岡（月曜及び水曜のGOW！！）などへの出演を通じて学生時代を送った福岡県内でも広く認知されている。
なお、イオンショッピングタウン大和(現・イオンモール佐賀大和)のサテライトスタジオ撤去とともに2007年9月25日でFM佐賀「Sunset Power Jam」が終了。FM佐賀の夕方生ワイド番組は8年半でピリオドを打った。
2008年4月から10年ぶりに古巣NBCラジオ佐賀の土曜朝9時からのR50（現在）に復帰、2009年4月からはFM佐賀で1年半ぶりにレギュラー番組復活し、現在は夕方16時〜18時53分まで火曜CHANGE（チェンジ）の一人喋りで、多くのリスナーの心を掴んでいる。女性リスナー及び中高年男性リスナーのアイドル的存在である。

## エピソード
- 名前の由来は7月7日生まれから。
- 3人兄弟の一番上で下に2人の弟がいる。
- 2009年4月1日、NBCラジオ佐賀「おはこんラジオ ラッキーすいすいアキラキラー!」最終回の放送に足を骨折して松葉杖で登場。夕方はFM福岡にも同じ姿で現れたものの、エープリールフールと重なった為にネタと思う人間も多かった(実は何ヶ月も松葉杖をつくほど重症だった)。

## 現在の担当番組
- Hyper Night Program GOW!!（FM FUKUOKA）
  - 水曜担当（2009年10月7日 - 2016年3月30日）
  - 月・水曜担当（2016年4月4日 - ）
- NBC R50[NBCラジオ50]（NBCラジオ佐賀　土曜　9:00-12:50）　＊2008年4月スタート。
- CHANGE（FM佐賀　火曜　16:00-18:55）　＊2015年4月スタート。

## 過去の出演番組

### ラジオ
- あるあるCity ドリーム☆レディオ（FM FUKUOKA　木　20:00〜20:25）　＊2013年4月スタート。
- ほとめきラジオ（ドリームスエフエム　金曜　12:00-15:00）　*2011年3月まで。
- Ging Ging Sparkling（FM FUKUOKA　18:30〜20:55）　
  - 水・木曜担当（2006年4月5日 - 2008年3月27日、2008年10月1日 - 2009年9月30日）
  - 月 - 木曜担当（2008年4月1日 - 9月30日）
- おはこんラジオ ラッキーすいすいアキラキラー!（NBCラジオ佐賀　水曜　7:25〜11:40）　＊2008年4月〜2009年4月1日まで。
- モーニングジャム（FM FUKUOKA　月曜・火曜　8：20〜11:00）　＊2009年2月〜6月の間、産休に入ったこはまもとこの代打で出演。
- 女子プロ 〜それが女の生きる道〜（FM FUKUOKA　木曜　21:30-21:55）　＊2008年3月終了
- サンセット・ブールバード（FM佐賀）
- Sunset Power Jam（FM佐賀、2007年9月末で終了）
- BOOM UP! Fukuoka（FM FUKUOKA）
- SWITCH-FIVE !（ドリームスエフエム）
- Break Fine（ドリームスエフエム）
- ほとめき情報ステーション（ドリームスエフエム）
- DOCOMO サタデーネットワーク（ドリームスエフエム）
- 今夜はパーティ（ドリームスエフエム）
- ラジオ通りはなばた百貨店（熊本シティエフエム）
- SUPER RADIO MONSTER ラジ★ゴン（FM FUKUOKA 12:00〜16:25）内「福岡シティエクスプレスVIVOTが行く（15:10〜頃）」月曜担当

### テレビ
- めざましテレビ公認 わがまま!気まま!旅気分（BSフジ、サガテレビ）
  - 〜歴史とグルメ、佐賀・冬の旅〜（2006年2月18日）
  - がばいよか！佐賀の夏旅（2006年8月5日）
- 週刊不動産TV（くーみんテレビ）
- 週末ミランバ (サガテレビ)

## 関連人物
- 希望彰
  - 佐賀県在住の演歌歌手。NBCラジオ佐賀「おはこんラジオ ラッキーすいすいアキラキラー!」で共演していた。
- 上荒磯勇
  - 元吉本興業福岡事務所所属の漫才師で、当時はM-1グランプリ2009の覇者であるパンクブーブーの黒瀬純と「バレッタ」というコンビを組んでいた。現在の本業は福岡市在住のサラリーマンでNBCラジオ佐賀「NBC R35」現在の「R50」で共演。
- 村上隆二
  - NBCラジオ佐賀時代の上司で、退社後も番組などで交流がある。
- ヒーマン
  - NBCラジオ佐賀の「50周年記念番組」で共演。ともに福岡と佐賀で活躍するラジオパーソナリティーとして新聞記事に出た事もある。
- 西川さとり
  - 「BOOM UP Fukuoka」「Hyper Night Program GOW!!」で共演。2015年4月より営業部へ異動。GOW!!では西川が火曜、田代が水曜担当。
- 椎葉ユウ
  - 「Hyper Night Program GOW!!」水曜担当で2014年3月まで共演。
- 村山仁志
  - 現在は長崎放送の局アナ。田代がスキッピー時代にNBCラジオ佐賀の局アナで、「ラジオカーニバル」で共演していた。

## 就職会社
・エフエム佐賀
・FM FUKUOKA
・NBCラジオ佐賀